# Eleanor Goss
Eleanor Goss-Lanning, ameriška tenisačica, * 18. november 1895, New York, ZDA, † november 1982, Salisbury, Connecticut, ZDA.
V vseh konkurencah se je sedemkrat uvrstila v finale turnirja za Nacionalno prvenstvo ZDA in ga osvojila štirikrat. V posamični konkurenci se je v finale uvrstila leta 1918, ko jo je premagala Molla Bjurstedt v dveh nizih. Trikrat je nastopila tudi na turnirju za Prvenstvo Anglije in se najdlje uvrstila v četrtfinale leta 1923. V konkurenci ženskih dvojic je turnir za Nacionalno prvenstvo ZDA osvojila štirikrat, še dvakrat se je uvrstila v finale. Tri zaporedne naslove je osvojila z Marion Zinderstein, enega pa z Elizabeth Ryan.

## Finali Grand Slamov

### Posamično (1)

#### Porazi (1)
| Leto | Turnir                   | Nasprotnica v finalu | Rezultat finala |
| 1918 | Nacionalno prvenstvo ZDA | Molla Bjurstedt      | 4–6, 3–6        |

### Ženske dvojice (6)

#### Zmage (4)
| Leto | Turnir                   | Partnerica         | Nasprotnici v finalu                 | Rezultat finala |
| 1918 | Nacionalno prvenstvo ZDA | Marion Zinderstein | Molla Bjurstedt Mrs. Johan Rogge     | 7–5, 8–6        |
| 1919 | Nacionalno prvenstvo ZDA | Marion Zinderstein | Eleonora Sears Hazel Hotchkiss       | 10–8, 9–7       |
| 1920 | Nacionalno prvenstvo ZDA | Marion Zinderstein | Eleanor Tennant Helen Baker          | 6–3, 6–1        |
| 1926 | Nacionalno prvenstvo ZDA | Elizabeth Ryan     | Mary Kendall Browne Charlotte Chapin | 3–6, 6–4, 12–10 |

#### Porazi (2)
| Leto | Turnir                   | Partnerica      | Nasprotnici v finalu           | Rezultat finala |
| 1923 | Nacionalno prvenstvo ZDA | Hazel Hotchkiss | Kathleen McKane Phyllis Covell | 6–2, 2–6, 1–6   |
| 1924 | Nacionalno prvenstvo ZDA | Marion Jessup   | Hazel Hotchkiss Helen Wills    | 4–6, 3–6        |